# Waldwachstumsmodelle
Waldwachstumsmodelle beschreiben nach den Erkenntnissen der Waldwachstumslehre die dynamische Veränderung des Waldes. Dabei steht meist die erzeugte organische Substanz der Waldbäume im Vordergrund. Mit ihnen kann das quantitative Ausmaß der Wachstumsvorgänge im Wald im Zusammenhang mit der Zeit, dem Standort und der Bewirtschaftung abgeschätzt werden. Ihre Hauptanwendung finden sie in der forstlichen Planung und der betrieblichen Steuerung. Sie sind eine wichtige Grundlage für die nachhaltige Sicherung vieler Waldfunktionen.
Es gibt verschiedene Ansätze das Waldwachstum zu modellieren.
- In Prozessmodellen versucht man die „Prozesse“ – wie zum Beispiel die Photosynthese – abzubilden. Diese Modelle dienen hauptsächlich der Forschung und dem Verständnis.
- Pflanzenarchitekturmodelle bauen auf botanischen Gesetzmäßigkeiten auf und werden im forstlichen Bereich ebenfalls hauptsächlich in der Forschung entwickelt und angewandt.
- Gap-Modelle eignen sich besonders für die Untersuchung der natürlichen Sukzession in langen Zeiträumen.
- Statistische Modelle werden auf der Grundlage von Versuchsflächenbeobachtungen aufbaut. Zu diesem Typ sind auch die Ertragstafeln zu rechnen, die seit über 100 Jahren im Forstbetrieb zur Sicherung der Nachhaltigkeit eingesetzt werden.

Jeder Ansatz zeigt spezifische Vorzüge und Schwächen. Für den Einsatz in forstlichen Praxis haben sich bis heute statistische Modelle bewährt, welche auf den Daten langfristig beobachteter Versuchsflächen aufbauen.
Hinsichtlich der Auflösung unterscheidet man Bestandes-, Verteilungs- und Einzelbaummodelle. Letztere haben an Bedeutung gewonnen, da sich mit ihnen die Entwicklung verschiedenartig aufgebauter Rein- und Mischbestände in einem Modell prognostizieren lässt. Dazu wird der Bestand in seine Einzelbäume auflöst und diese werden in ihrer Entwicklung beschrieben. Die Einzelbaumdaten können danach wieder zu Bestandesdaten aggregiert werden. Solche Modelle lassen sich in positionsunabhängige und positionsabhängige Ansätze unterteilen. Positionsunabhängige Modelle haben den Vorteil, dass sie nicht als Eingangsinformation die Stammfußkoordinaten jedes Einzelbaumes voraussetzen, welche in der Vergangenheit nur für sehr wenige Versuchsflächen ermittelt wurden. Daher kann für ihre Parametrisierung auf viele vorhandene Datenquellen zurückgegriffen werden. Sie haben den Nachteil, dass sich mit ihnen unterschiedliche Bestandesstrukturen nicht so detailliert erfassen lassen.
Für den praktischen Einsatz der Waldwachstumsmodelle wurden sie in Software sogenannte Waldwachstumssimulatoren integriert. In Deutschland werden die beiden Waldwachstumssimulatoren BWINPro und Silva am meisten verwendet.